# ونسان کسل
وینسنت کسل (به فرانسوی: Vincent Cassel) (زادهٔ ۲۳ نوامبر ۱۹۶۶) بازیگر فرانسوی است. کسل بیشتر به عنوان یک بازیگر انگلیسی زبان در فیلم‌های هالیوودی شناخته می‌شود.

## زندگی‌نامه
وینسنت در پاریس زاده شد. مادرش یک خبرنگار و پدرش یک بازیگر فرانسوی بود. در اواخر دهه نود او با بازی در چند فیلم هالیوودی به شهرت رسید. در سال ۱۹۹۹ با بازیگر ایتالیایی مونیکا بلوچی ازدواج کرد و این زوج هم اینک صاحب دو فرزند هستند. ونسان علاوه بر زبان مادریش یعنی فرانسوی، قادر است به زبان‌های انگلیسی، ایتالیایی و پرتغالی صحبت کند. در سال ۲۰۱۳ بعد از ۱۴ سال، زندگی زناشویی این دو زوج هنری به طلاق کشیده شد.

## بخشی از فیلم‌شناسی
- نفرت (۱۹۹۵)
- آپارتمان (۱۹۹۶)
- دوبرمن (۱۹۹۷)
- پیام آور: داستان ژاندارک (۱۹۹۹)
- رودهای قرمز (۲۰۰۰)
- دختر روز تولد (۲۰۰۱)
- عصر یخبندان (۲۰۰۲)
- برگشت‌ناپذیر (۲۰۰۲)
- بلوبری (۲۰۰۴)
- مأموران مخفی (۲۰۰۴)
- بخوان لبانم را (۲۰۰۴)
- دوازده یار اوشن (۲۰۰۴)
- خرابکاری (۲۰۰۵)
- سیزده یار اوشن (۲۰۰۷)
- قول‌های شرقی (۲۰۰۷)
- غریزه جنایت (۲۰۰۸)
- قوی سیاه (۲۰۱۰)
- راهب (۲۰۱۱)
- یک روش خطرناک (۲۰۱۱)
- خلسه (۲۰۱۳)
- دیو و دلبر (۲۰۱۴)
- لحظه‌ای جنون (۲۰۱۵)
- کودک ۴۴ (۲۰۱۵)
- جیسون بورن (۲۰۱۶)
- اینجا ته دنیاست (۲۰۱۶)
- امپراطوری از پاریس (۲۰۱۸)
- آستریکس و اوبلیکس (۲۰۲۳)
- کفن‌ها